# 埃米·亨特
埃米·亨特（英語：Amy Hunt，2002年5月15日—），英国女子田径运动员，主攻短跑，2024年欧洲田径锦标赛女子4×100米接力金牌得主、2024年夏季奥林匹克运动会女子4×100米接力银牌得主。